# Elbe-Seitenkanal

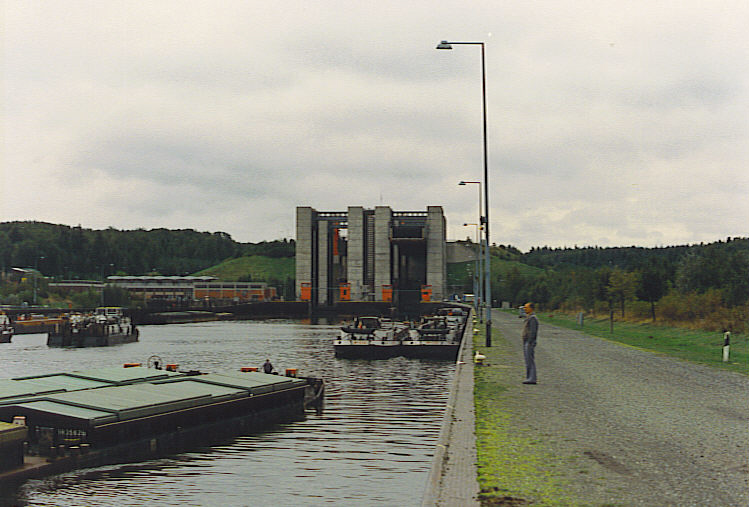
De scheepslift te Scharnebeck

Het Elbe-Seitenkanal (ESK) is een kanaal in Duitsland, dat de Elbe bij Artlenburg verbindt met het Mittellandkanal bij Edesbüttel even ten westen van Wolfsburg. Het werd gebouwd als alternatieve route voor de scheepvaart op de Elbe, die onderhevig is aan sterk schommelende waterstanden. Bovendien mochten de schepen die destijds vanuit Hamburg het Mittellandkanaal wilden bereiken niet langer door de DDR varen.

## Beschrijving
Het kanaal is 115 km lang en de bouw duurde acht jaar. Het kwam op 15 juni 1976 in gebruik voor het scheepvaartverkeer. Het hoogteverschil van 61 meter tussen de Elbe en het hoogste punt wordt overwonnen door een scheepslift te Scharnebeck en een zogenaamde spaarsluis te Uelzen, die respectievelijk 38 en 23 meter niveauverschil overwinnen. Bij het gebruik van de spaarsluis wordt het geloosde water voor ongeveer 60% opgevangen in spaarbekkens naast de sluis, zodat het bij de volgende versassing hergebruikt kan worden om de sluiskolk deels te vullen. In 2006 werd een tweede en grotere sluis (omvang sluiskolk: 190 x 12,6 meter) in Esterholz, gemeente Wrestedt, op 7,5 km van de stad Uelzen in gebruik genomen.
Schepen tot en met CEMT-klasse Vb kunnen gebruikmaken van het kanaal, dit zijn binnenvaartschepen tot 1350 ton.
Het kanaal bevindt zich op vele plaatsen boven het omringende grondniveau, en wordt daarom door middel van kanaalbruggen over wegen, spoorlijnen en rivieren gevoerd. Bij de monding in de Elbe te Artlenburg is een keersluis gebouwd die het kanaal moet vrijwaren van overstroming bij hoogwater op de Elbe.

## Dijkbreuk
Reeds een maand na de opening van het kanaal op 15 juni 1976 deed zich een zware catastrofe voor. Bij een dambreuk liep een groot stuk van het kanaal leeg met zware overstromingen tot gevolg. De bres in de dam raakte pas gedicht nadat men een binnenschip voor de opening wist aan te meren. Het kanaal werd bijna een jaar later, op 24 juni 1977, weer voor het scheepvaartverkeer geopend.

## Rol van het kanaal tijdens de Koude Oorlog
Het Elbe-Seitenkanal speelde een belangrijke rol in het Nederlandse deel van verdedigingsplannen van de NAVO tijdens de Koude Oorlog. Na het inzetten van een eventuele aanval en het overschrijden van de grens tussen Oost- en West-Duitsland door de troepen van het Warschaupact zou de tactische ligging van het kanaal, met een sterke noord-zuid oriëntatie, zo goed mogelijk uitgebuit moeten worden.
Deze verdedigingsplannen waren zeer gedetailleerd uitgewerkt, waarbij regelmatig verkenningen ter plaatse werden uitgevoerd. Veel Nederlandse militairen die dienden bij het 1e Legerkorps wisten indertijd exact op welke plek langs het Elbe-Seitenkanal zij een positie zouden hebben na het uitbreken van oorlog.